# Ras Munif
Ras Munif – miejscowość w Jordanii, w muhafazie Adżlun. W 2015 roku liczyła 2047 mieszkańców.